# Isla del Pescado
L'Isla del Pescado est une colline entourée par le salar d'Uyuni, un vaste désert de sel de Bolivie. Le salar étant quasiment plat et blanc, cette excroissance apparaît comme une île à sa surface.

## Nom
Le terme Isla del Pescado (« île du Poisson ») proviendrait de la forme de la colline. Elle est également appelée Isla de los Pescadores et Cujiri.

## Caractéristiques
L'Isla del Pescado est située dans le canton de Caquena, sur le territoire de la municipalité de Tahoa, province de Daniel Campos, Potosí.
La colline s'élève au milieu du salar d'Uyuni, un gigantesque désert de sel de l'Altiplano, à une vingtaine de km au nord-ouest d'Incahuasi, une autre colline du salar. Bien qu'elle soit entourée la plupart du temps par une étendue de sel, elle peut se transformer temporairement en île lorsque l'eau recouvre cette dernière, ce qui se produit quelques jours par an. La zone dépassant le salar mesure environ 2,5 km de longueur, du nord au sud, pour une largeur de 800 à 900 m, soit une superficie de 1,77 km2.
À la différence d'Incahuasi, l'Isla del Pescado est complètement déserte et ne possède aucune infrastructure permettant un accueil touristique. Elle est recouverte de cactus géants, certains atteignant plus de 10 m de hauteur.